# Forces armées de la Guinée
 (novembre 2024).
 (novembre 2024).
 (novembre 2024).
La mise en forme du texte ne suit pas les recommandations de Wikipédia : il faut le « wikifier ».
Les points d'amélioration suivants sont les cas les plus fréquents. Le détail des points à revoir est peut-être précisé sur la page de discussion.
- Les titres sont pré-formatés par le logiciel. Ils ne sont ni en capitales, ni en gras.
- Le texte ne doit pas être écrit en capitales (les noms de famille non plus), ni en gras, ni en italique, ni en « petit »…
- Le gras n'est utilisé que pour surligner le titre de l'article dans l'introduction, une seule fois.
- L'italique est rarement utilisé : mots en langue étrangère, titres d'œuvres, noms de bateaux, etc.
- Les citations ne sont pas en italique mais en corps de texte normal. Elles sont entourées par des guillemets français : « et ».
- Les listes à puces sont à éviter, des paragraphes rédigés étant largement préférés. Les tableaux sont à réserver à la présentation de données structurées (résultats, etc.).
- Les appels de note de bas de page (petits chiffres en exposant, introduits par l'outil «  Source ») sont à placer entre la fin de phrase et le point final[comme ça].
- Les liens internes (vers d'autres articles de Wikipédia) sont à choisir avec parcimonie. Créez des liens vers des articles approfondissant le sujet. Les termes génériques sans rapport avec le sujet sont à éviter, ainsi que les répétitions de liens vers un même terme.
- Les liens externes sont à placer uniquement dans une section « Liens externes », à la fin de l'article. Ces liens sont à choisir avec parcimonie suivant les règles définies. Si un lien sert de source à l'article, son insertion dans le texte est à faire par les notes de bas de page.
- La présentation des références doit suivre les conventions bibliographiques. Il est recommandé d'utiliser les modèles {{Ouvrage}}, {{Chapitre}}, {{Article}}, {{Lien web}} et/ou {{Bibliographie}}. Le mode d'édition visuel peut mettre en forme automatiquement les références.
- Insérer une infobox (cadre d'informations à droite) n'est pas obligatoire pour parachever la mise en page.

Pour une aide détaillée, merci de consulter Aide:Wikification.
Si vous pensez que ces points ont été résolus, vous pouvez retirer ce bandeau et améliorer la mise en forme d'un autre article.
Les Forces armées guinéennes, couramment appelées Armée guinéenne, constituent la puissance militaire de la République de Guinée. Elles sont chargées de la défense de la population sur l'étendue du territoire national et des intérêts stratégiques du pays. Elles comprennent principalement quatre composantes : l’Armée de terre, l’Armée de mer, l’Armée de l’air et le Haut commandement de la gendarmerie nationale.
L’armée guinéenne a été fondée le 1er novembre 1958, aux premières heures de l’indépendance du peuple guinéen. Le commandant en chef des armées est actuellement le président de la transition, le général d’armée Mamadi Doumbouya.

## Histoire
L’Armée guinéenne est créée un mois après la proclamation de l’indépendance de la Guinée, le 3 octobre 1958. Le capitaine Noumandian Keita est nommé secrétaire d’État à la Défense nationale, avec pour mission principale la mise en place d’une force de défense nationale autonome. La rupture avec la France entraîne le retrait des soldats guinéens servant sous le drapeau français, ainsi que la destruction des garnisons, du matériel militaire, des documents et des uniformes militaires[^1].
À la suite de négociations entre les gouvernements français et guinéen, plus de 18 000 soldats guinéens rejoignent l’effectif de la nouvelle armée nationale.
Le premier recrutement national a lieu le 5 octobre 1959, pour un effectif de 58 soldats. Le premier soldat enrôlé est le général Mamadou Baldé (matricule 01G). L’année 1959 marque également l’incorporation de la première promotion de l’armée nationale guinéenne, baptisée en 1961 du nom de Patrice Lumumba, en hommage au Premier ministre congolais[^2].
En 1984, à la suite du décès du président Ahmed Sékou Touré, l’armée prend le pouvoir par un coup d’État, et le général Lansana Conté accède à la présidence de la République[^3].
Les forces armées guinéennes ont également défendu le territoire national lors de diverses agressions, notamment l’Opération Mer Verte, le 22 novembre 1970, au large de Conakry, ainsi que lors de l’incursion de rebelles venus des frontières sud du pays en septembre 2000.
Après la mort du président Lansana Conté en décembre 2008, un coup d’État militaire porte au pouvoir le Conseil national pour la démocratie et le développement (CNDD), dirigé par le capitaine Moussa Dadis Camara. À la suite d’une tentative d’assassinat contre ce dernier, le général Sékouba Konaté assure la transition, conformément aux accords de Ouagadougou, jusqu’à l’élection d’Alpha Condé en 2010.
Le 5 septembre 2021, le Comité national du rassemblement pour le développement (CNRD), dirigé par le colonel (puis général) Mamadi Doumbouya, prend le pouvoir lors d’un nouveau coup d’État.
Le chef d’État-major général des armées est actuellement le général de division Ibrahima Sory Bangoura[^4].

### Campagnes
Les forces armées guinéennes participent aux luttes de libération nationale sur le continent africain, aux opérations de maintien de la paix, ainsi qu’à des missions d’observation sous l’égide de la Communauté économique des États de l’Afrique de l’Ouest (CEDEAO), de l’Union africaine (UA) et de l’Organisation des Nations unies (ONU).

#### Lutte de libération

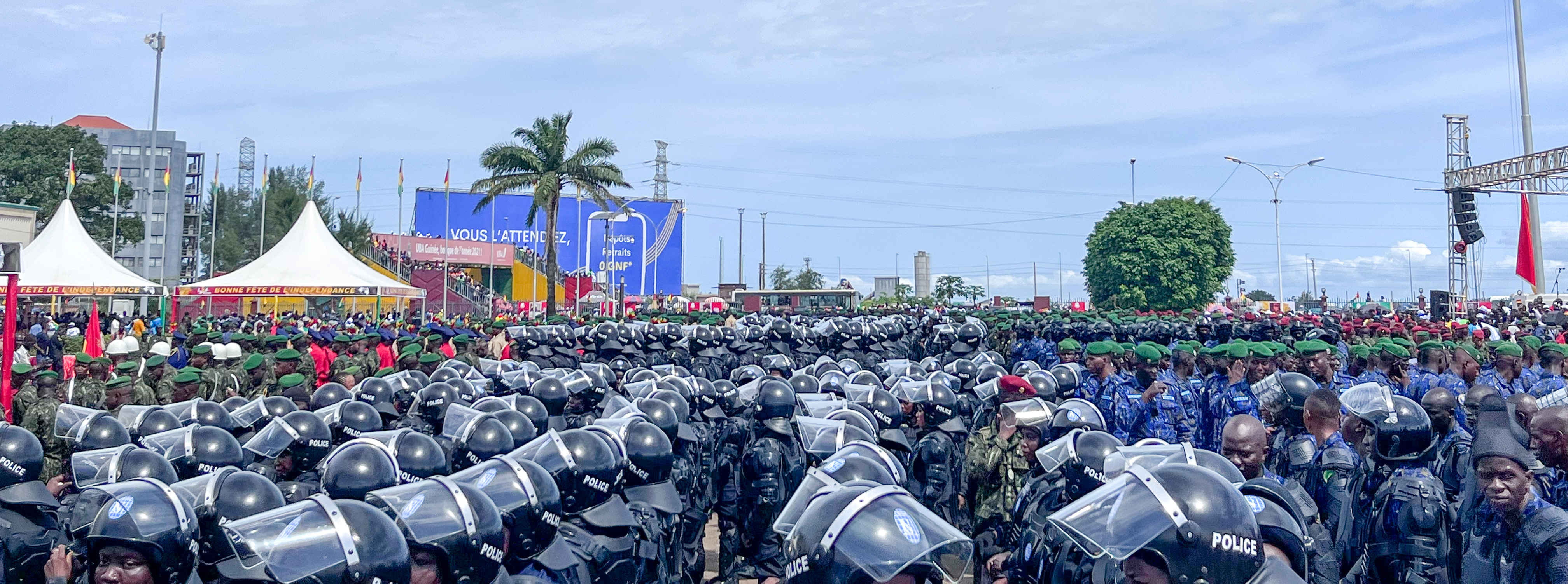
Défilé au palais du peuple de Conakry en 2022.

Les forces armées guinéennes ont pris part à plusieurs interventions sur le continent africain :
- De 1963 à 1974, en Guinée-Bissau, aux côtés du PAIGC, dans le cadre de la lutte de libération nationale de la Guinée-Bissau et des îles du Cap-Vert[^5] ;
- En 1971, en Sierra Leone, pour soutenir le régime de Siaka Stevens et restaurer la légalité constitutionnelle à la suite d’un coup d’État ;
- De janvier à septembre 1976, en Angola, auprès des Forces armées populaires de libération de l’Angola (FAPLA), dans le contexte de la guerre civile ayant suivi l’indépendance du pays en 1975[^6] ;
- En 1977, au Bénin, pour participer au maintien de l’ordre après une tentative de déstabilisation par des mercenaires[^7] ;
- En 1979, au Libéria, afin de prévenir une guerre civile menaçant le régime du président William Tolbert ;
- De 1991 à 1996, à nouveau en Sierra Leone, dans le cadre de la guerre civile qui a déchiré le pays.

#### ECOMOG

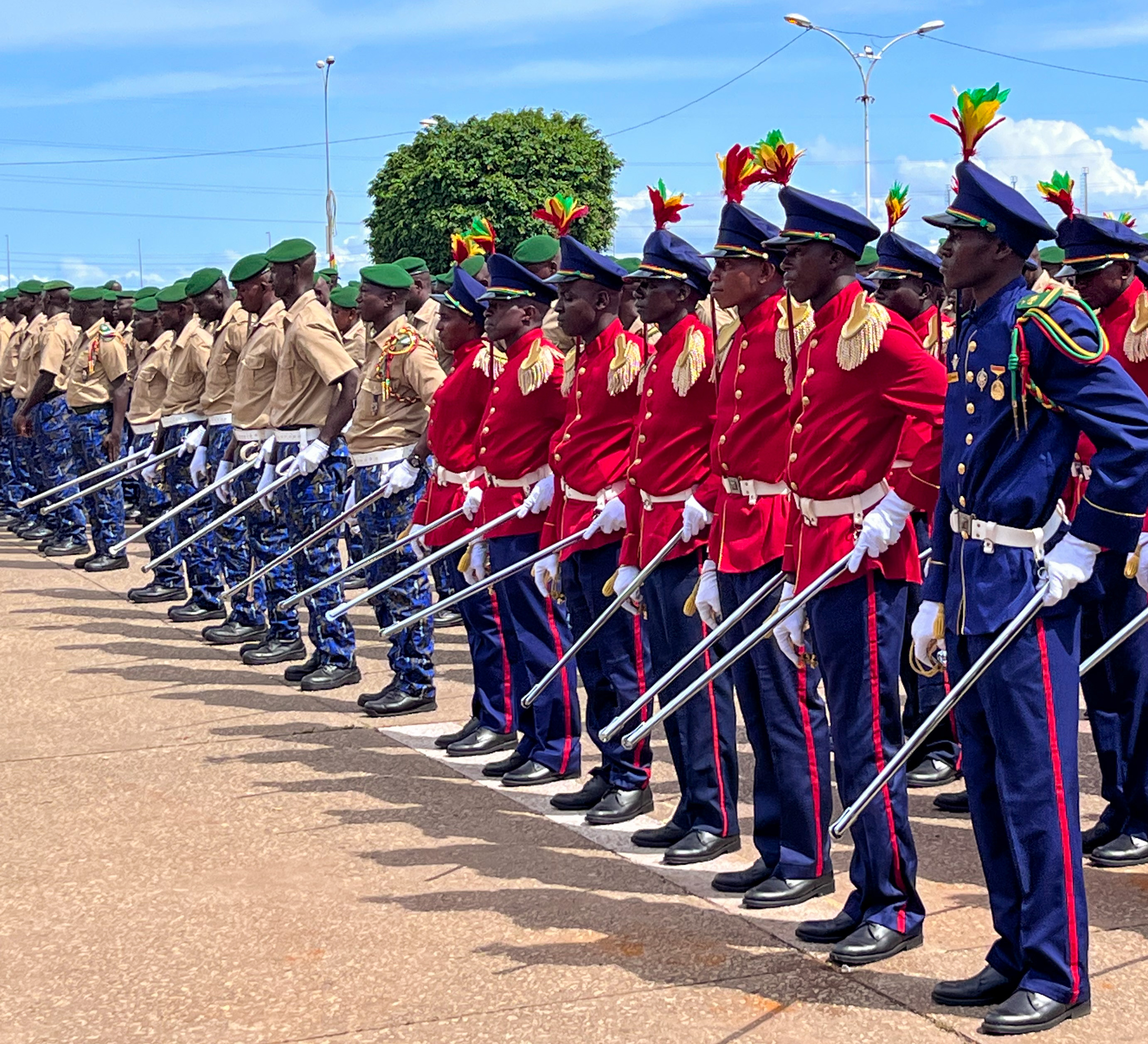

Dans le cadre de l'intégration régionale, sous la bannière de la CEDEAO, les forces armées guinéennes sont intervenues entre 1990 et 1998 au Liberia ; de 1997 à 2000 en Sierra Leone ; de juin 1998 à mars 1999 en Guinée Bissau.

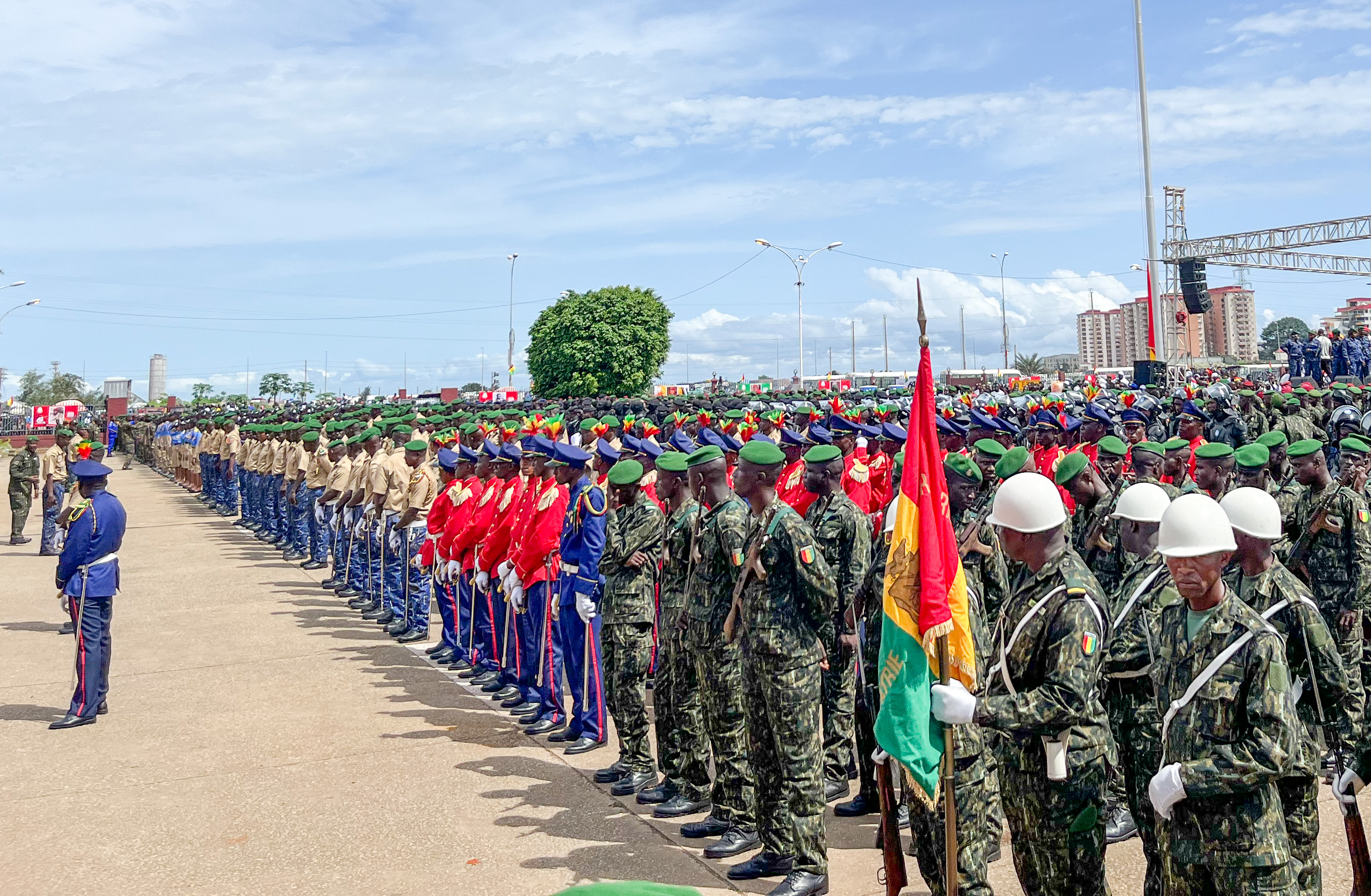

| Date                        | pays                               | conflit |
| --------------------------- | ---------------------------------- | --- |
| juillet 1960 - février 1961 | République du Congo (Léopoldville) | La Guinée a participé à des opérations de maintien de la paix lors de la guerre civile, sous le mandat de l'Organisation des Nations unies. |
| 1999 - 2003                 | Sahara occidental                  | Mission des Nations unies pour l'organisation d'un référendum au Sahara occidental - MINURSO |
| 1996 - 1999                 | Rwanda                             | Assistance humanitaire au peuple rwandais |
| 1994 - 1997                 | Burundi                            | Mission d’observation militaire des Nations unies. |
| 1988 - 1995                 | RD Congo                           | Mission d’observation des Nations Unies pour la protection des réfugiés burundais et rwandais basés au nord Kivu. |
| 2000 - 2003                 | Sierra leone                       | Dans le cadre de la mission des Nations unies en Sierra Leone - UNAMSIL |
| ? - 2022                    | Mali                               | Mission des compagnies Nimba 1 et 2; le Bataillon GANGAN 1, 2, 3, 4,5,6,7,8 et 9 au sein de la MINUSMA dans le cadre de la lutte contre le terrorisme, l’intégrisme religieux et l’extrémisme violent pour la préservation de l’unité et la stabilisation du Mali, |

## Organisation
| HIERARCHIE                 | ARMEES                                                                                  | ARMEES | ARMEES | ARMEES                                                                                  |
| HIERARCHIE                 | Terre                                                                                   | Air | Mer | Gendarmerie Nle                                                                         |
| Militaires du rang         | - Soldat de 2ème Classe - Caporal - Caporal-chef                                        | - Soldat de 2ème Classe - Caporal - Caporal-chef                                                                  | - Matelot - Quartier Maître de 2ème Classe - Quartier Maître de 1ère Classe                                             | - Elève gendarme - Brigadier, - Brigadier-chef                                          |
| Sous-officiers subalternes | - Sergent - Sergent-chef                                                                | - Sergent - Sergent-chef                                                                                          | - Second Maître - Maître                                                                                                | - Maréchal des Logis - Maréchal des Logis Chef                                          |
| Sous-officiers supérieurs  | - Adjudant - Adjudant-chef - Major                                                      | - Adjudant - Adjudant-chef - Major                                                                                | - Premier Maître - Maître Principal - Major                                                                             | - Adjudant - Adjudant-chef - Major                                                      |
| Officiers subalternes      | - Aspirant (Ecole) - Sous-lieutenant - Lieutenant - Capitaine                           | - Aspirant (Ecole) - Sous-lieutenant - Lieutenant - Capitaine                                                     | - Aspirant (Ecole) - Enseigne de Vaisseau de 2ème Classe - Enseigne de Vaisseau de 1ère Classe - Lieutenant de Vaisseau | - Aspirant (Ecole) - Sous-lieutenant - Lieutenant - Capitaine                           |
| Officiers supérieurs       | - Commandant ou Chef d’escadron - Lieutenant-colonel - Colonel                          | - Commandant - Lieutenant-colonel - Colonel                                                                       | - Capitaine de Corvette - Capitaine de Frégate - Capitaine de Vaisseau                                                  | - Commandant ou Chef d’Escadron - Lieutenant-colonel - Colonel                          |
| Officiers généraux         | - Général de Brigade - Général de Division - Général de Corps d’Armée - Général d’Armée | - Général de Brigade Aérienne - Général de Division Aérienne - Général de Corps Aérien - Général d’Armée Aérienne | - Contre- amiral - Vice- amiral - Vice-amiral d’Escadre - Amiral de la Flotte                                           | - Général de Brigade - Général de Division - Général de Corps d’Armée - Général d’Armée |

## Matériels et effectifs actuels

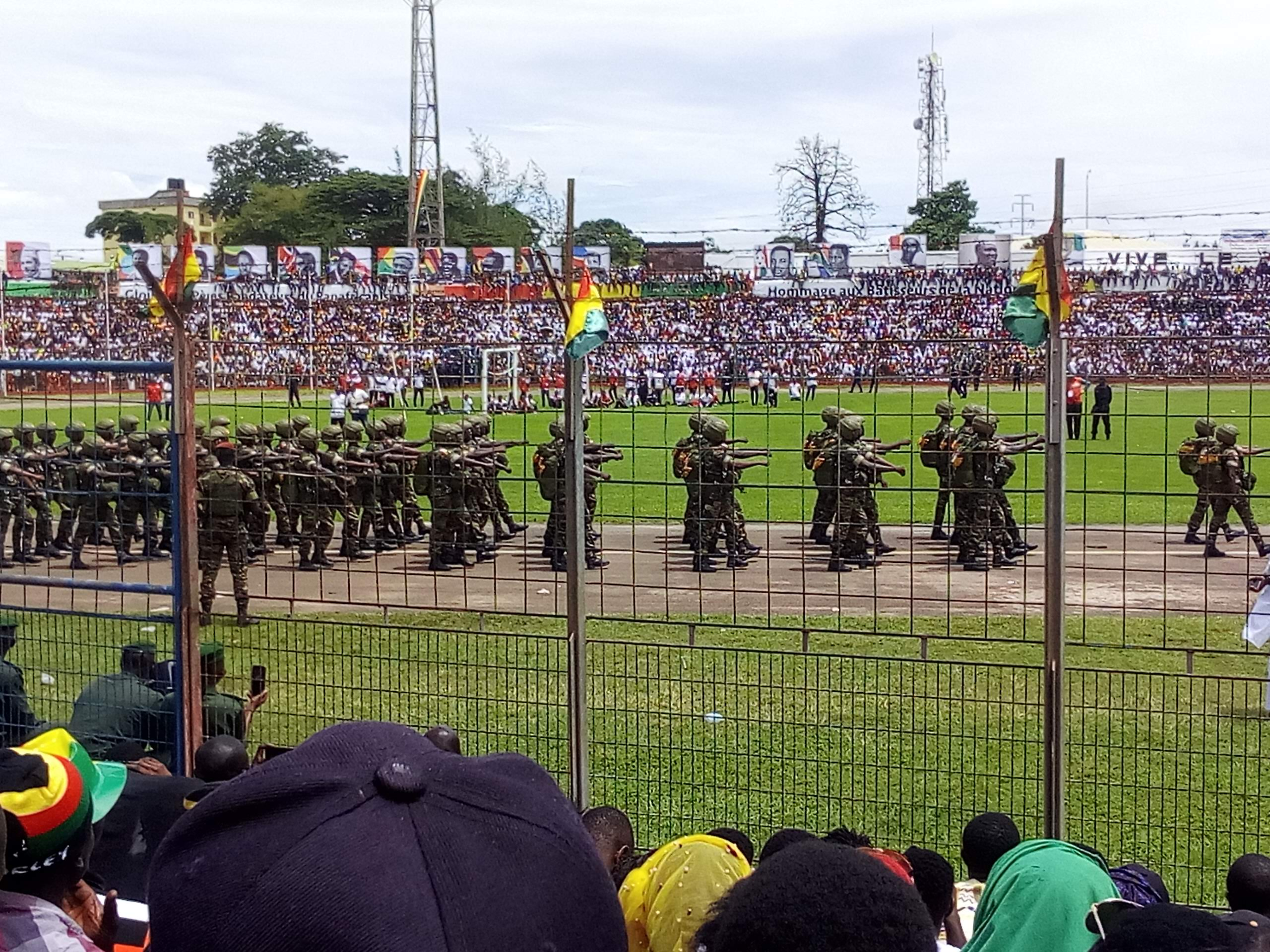
Défilé le octobre 2018.

| Aéronefs                    | Origine          | Type                          | En service      | Versions        | Notes                                                                  |                 |
| Avion de combat             | Avion de combat  | Avion de combat               | Avion de combat | Avion de combat | Avion de combat                                                        | Avion de combat |
| --------------------------- | ---------------- | ----------------------------- | --------------- | --------------- | ---------------------------------------------------------------------- | --------------- |
| Mikoyan-Gourevitch MiG-21   | Union soviétique | Avion de chasse               | 3               |                 | non opérationnels (stockage)                                           |                 |
| Avion de transport          |                  |                               |                 |                 |                                                                        |                 |
| Antonov An-2                | Union soviétique | Avion de transport léger      | 2               |                 | loué                                                                   |                 |
| Hélicoptère                 |                  |                               |                 |                 |                                                                        |                 |
| Hughes MD 500               | États-Unis       | Hélicoptère de reconnaissance | 2               | MD-500MD        |                                                                        |                 |
| Sud-Aviation SA342 Gazelle  | France           | Hélicoptère de reconnaissance | 1               | SA342K          |                                                                        |                 |
| Aérospatiale AS350 Écureuil | France           | Hélicoptère de transport      | 1               | AS350B          | Le 6 août 2019, un Écureuil avec deux personnes à bord s'écrase en mer |                 |
| Sud-Aviation SA330 Puma     | France           | Hélicoptère de transport      | 1               |                 |                                                                        |                 |
| Mil Mi-17                   | Union soviétique | Hélicoptère de transport      | 2               | Mi-17-1V Hip H  |                                                                        |                 |
| Mil Mi-24                   | Union soviétique | Hélicoptère de combat         | 4               |                 |                                                                        |                 |

## Personnalités historiques
- Binta Pilote (1949 - 2020), première femme pilote d’hélicoptère d’Afrique noire;
- Kaman Diaby (1930 - 1969), chef d'état major adjoint[9];
- M'Mahawa Sylla, première femme Guinéenne générale de brigade[10].